# Séguret
Séguret is een gemeente in het Franse departement Vaucluse (regio Provence-Alpes-Côte d'Azur) en telt 892 inwoners (1999). De plaats maakt deel uit van het arrondissement Carpentras. Séguret is lid van Les Plus Beaux Villages de France.

## Geografie
De oppervlakte van Séguret bedraagt 21,0 km², de bevolkingsdichtheid is 42,5 inwoners per km².
De onderstaande kaart toont de ligging van Séguret met de belangrijkste infrastructuur en aangrenzende gemeenten.

## Demografie
Onderstaande figuur toont het verloop van het inwonertal (bron: INSEE-tellingen).